# Kapałkowa Strażnica
Kapałkowa Strażnica (słow. Ľadová strážnica) – turnia znajdująca się w grani odchodzącej od Wielkiej Kapałkowej Turni (w Kapałkowej Grani) na północny wschód w kierunku Doliny Śnieżnej, w słowackiej części Tatr Wysokich. Na wierzchołku Kapałkowej Strażnicy wspomniana grań zmienia kierunek z północno-wschodniego na północno-zachodni.
Podobnie jak inne sąsiednie obiekty, Kapałkowa Strażnica jest wyłączona z ruchu turystycznego, na jej wierzchołek mają wstęp jedynie taternicy. Najłatwiejsza droga dla nich wiedzie na szczyt z Wielkiej Kapałkowej Turni. W stronę Doliny Śnieżnej Kapałkowa Strażnica opada wysokim północnym filarem (300 m wysokości), północno-zachodnią (500 m wysokości) i północno-wschodnią (200 m wysokości) ścianą. Drogi wspinaczkowe poprowadzone tym filarem i północno-zachodnią ścianą należą do bardzo trudnych. Między Kapałkową Strażnicę a Kapałkową Grań po stronie zachodniej wcina się żleb Kapałkowe Korycisko.
Pierwsze wejścia turystyczne:
- Tadeusz Orłowski i Wawrzyniec Żuławski, 25 sierpnia 1952 r. – letnie,
- J. Hazucha i Vladimír Petrík, 28-29 grudnia 1972 r. – zimowe[1].